# 伯恩霍夫·汉森
伯恩霍夫·汉森（瑞典語：Bernhoff Hansen，1877年8月17日—1950年12月22日），美国男子摔跤运动员，主攻自由式。他曾代表美国参加1904年夏季奥林匹克运动会摔跤比赛，获得男子自由式重量级金牌。